# Igliszkany
Igliszkany (lit. Igliškėliai) – miasteczko na Litwie w okręgu mariampolskim w rejonie Mariampol, położone przy drodze Mariampol-Olita. Do miasteczka przylega wieś o tej samej nazwie. Podlega pod starostwo wiejskie Mariampol.
Za Królestwa Polskiego siedziba wiejskiej gminy Jaworowo.